# Xynobius punctipleuris
Xynobius punctipleuris är en stekelart som först beskrevs av Vladimir Ivanovich Tobias 1998.  Xynobius punctipleuris ingår i släktet Xynobius och familjen bracksteklar. Inga underarter finns listade i Catalogue of Life.